# Aluata de Juruá
L'aluata de Juruá (Alouatta juara) és una espècie d'aluata. És originari del Perú, el Brasil i possiblement Colòmbia.